# Bolla Márton
Bolla Márton (Sümeg, 1751. április 14. – Pest, 1831. november 7.) piarista áldozópap és tartományi főnök, történész.

## Élete
Egy Zala vármegyei családban született. Atyja, Bolla István, anyja, Eperjessy Zsuzsanna volt. A Bolla Imre György név alatt született, később a "Márton" keresztnevet vette fel.
Iskoláit végezve 1769-ben a piarista rendbe lépett és 1784-ben a kolozsvári líceumban történettanárrá neveztetett ki, hol később igazgató lett. Tanári hivatalát a kolozsvári akadémián rektorsággal és a Theresianumban igazgatósággal váltotta fel. A zalai születésű Keszthelyi Lászlót 1796-ben követte, és 1799-ig vitte a kolozsvári főiskolai házfőnöki és igazgatói tisztet. Ekkor a szintén Zala megyei származású boldogfai Farkas Lajos piarista rendtársa váltotta fel Kolozsváron.
Ezek után Vácon lett az iskolák igazgatója és a püspöki lyceumban a történet tanára. Innen Kőszegre tétetett át szerzete házának kormányzójává; egy év múlva visszatért Vácra ugyanezen hivatalba, melyben hét évig maradt. 1805-ben főelöljárói segéddé választatott. 1809. április 9. a szerzet magyarországi főnöke lett s kormányzatában minden újítástól tartózkodva, szakadatlanul a régihez ragaszkodott. A magyar és latin nyelven kívül értette a németet és franciát.
Arcképe Schmat rajza után Perlasca D. által rézbe metszve Spányik Glycér B. M. fölött tartott gyászbeszéde mellett (Pest, 1832).

## Munkái
- Exc. ill. ac. rev. d. Ladislaus e com. Kollonits Transylvaniae apiscopus. Claudiopoli, év nélkül
- Poesis Claudiopolitana Georgio Banffi l. b. de Losoncz. Uo. 1777
- Ode, qua august. imperatricis Mariae Theresiae materna in scholasticam juventutem benignitas celebratur. Uo. 1777
- Carmen Georgio Banffi l. b. de Losoncz. Uo. 1778
- Ode, quam in laudes august. imperatricis Mariae Theresiae cecinit. Uo. 1780
- Excell. illustr. ac rev. dno Ign. e com. de Battyán episcopo Transylvaniensi. Uo. 1782 (költemény)
- Ode quam comiti Georgio Banffy obtulit. Uo. 1787
- Éneki szerzemény gróf losonczi Bánffi György tiszteletére. Uo. 1791
- Éneki szerzemény az erdélyi országgyűlési karok és rendek tiszteletére. Uo. 1791 (2. kiadás. Uo. 1792)
- Primae lineae historiae universalis in usum studiosae juventutis Claudiopolitanae. Uo. 1798–99. 3 kötet (Ezen munkájáért Ferencz királytól 1800-ban arany érmet nyert. 2. kiadás. Pest, 1820. 3. k. 1825. 5. k. 1836. 6. k. 1843. Uo. Ezen utolsó kiadást ford. Kecskeméthy Csapó Dániel magyarra. Pest, 1845–46. Harmadik kötet és Schröck-Somhegyi Ferencz. Uo. 1849)
- Ill. ac rev dno Alexandro Bodonyi. Vacii, 1806 (költemény)
- Seren. archiduci Austriae Carolo scholae piae obtulerunt. Uo. 1807
- Allocutio ad principen Austriae incl. regni Hung. palatinum. Pestini, 1808
- Dissertatio de sodalitate beatae Mariae Virginis. Uo. 1827
- Bolla Márton általános világtörténete főbb vonalai, 1-3. köt.; ford. Kecskeméthy Csapó Dániel; Beimel Ny., Pest, 1845–1846
- Bolla Márton kegyes rendi tag' egyetemes világtörténetének főbb vonalai, 1-3.; ford. Schröck Ferenc; Kilian György, Pest, 1847–1848
- Az oláhok eredetük szerint hun-bolgárok. Latinul és első ízben magyar fordításban; bev. Zajti Ferenc; Stádium, Bp., 1931 (Aveszta-könyvtár) – hasonmásban: 2006

Kézirati munkáját: Dissertatio de valachis qui Transilvaniam incolunt Csaplár Benedek mutatta be a Tört. Társulat gyűlésén 1878-ban. Levele Révaihoz, Vácz 1804. febr. 5. (a Nemz. Múzeumban).
Költői levele Révaihoz (Révai, Elegyes-Versei 260.).